# Copa Africana de Naciones
La Copa Africana de Naciones (en francés: Coupe d'Afrique des Nations) es la competición de selecciones nacionales de fútbol organizada por la Confederación Africana de Fútbol. Se ha llevado a cabo en intervalos regulares de dos años desde 1968. La selección nacional con más títulos es Egipto con siete.
En la primera Copa Africana de Naciones de 1957 participaron solamente tres países: Egipto, Etiopía y Sudán. Desde entonces se han ido sumando más hasta incluir casi la totalidad de los países africanos, haciendo necesaria una etapa clasificatoria. El número de participantes de la etapa final del torneo ha alcanzado los 16 equipos desde 1998.
A partir de 2013, el torneo pasó a ser celebrado en los años impares para que no entre en conflicto con la Copa Mundial de la FIFA.
También se juega el Campeonato Africano de Naciones. La diferencia entre uno y otro es que en el Campeonato solo participan jugadores activos en clubes de su propio país.[cita requerida]

## Historia

### 1950-1960: Orígenes
Los orígenes de la Copa Africana de Naciones se remontan a junio de 1956, cuando se propone la creación de la Confederación Africana de Fútbol durante el tercer congreso de la FIFA en Lisboa. Había planes inmediatos para un torneo continental, pero no fue hasta febrero de 1957, donde se desarrolló la primera Copa Africana de Naciones, que tuvo lugar en Jartum, Sudán. No hubo clasificación para esta copa, los participantes fueron los cuatro fundadores de la CAF (Sudán, Egipto, Etiopía y Sudáfrica). Sudáfrica fue descalificada de la primera versión, ya que proponía tener solo jugadores de raza blanca. Por lo tanto, sólo dos partidos se jugaron, Egipto se coronó como el primer campeón continental tras derrotar a los equipos de Sudán en la semifinal y Etiopía, en la final. Dos años después, Egipto fue anfitrión de la segunda Copa Africana de Naciones en El Cairo con la participación de estos mismos equipos. En la segunda edición, Egipto, bajo el nombre de la República Árabe Unida salió campeón continental por segunda vez consecutiva.
Para la edición de 1962, en Addis Abeba, Etiopía, por primera vez hubo una ronda de clasificación para determinar los cuatro equipos que jugarán por el título. En esta edición clasificaron: Etiopía (como organizador), Egipto (como campeón vigente) y las selecciones de Túnez y Uganda (como ganadores de la ronda de clasificación). Egipto logró su tercera final consecutiva, pero fue la selección de Etiopía quien salió campeona.

### 1960: La dominación ghanesa
En 1963, Ghana hizo su primera aparición como anfitrión del evento y ganó el título después de vencer a Sudán en la final. Dos años más tarde, Ghana volvía a coronarse campeón del torneo al ganarle 3 a 0 a Túnez.
En la versión de 1968, el número de equipos se amplió de 6 a 8 equipos participantes y el número de participantes en las rondas de clasificación, aumentó a 22. Los equipos clasificados, fueron divididos en 2 grupos de 4 participantes, clasificando a las semifinales los dos mejores de cada grupo. Este sistemas se mantuvo hasta la copa de 1992. En esta versión, Congo Kinshasa (actual República Democrática del Congo) se coronó campeón venciendo a Ghana en la final.
El torneo de 1970, fue la primera copa televisada, nuevamente, Ghana llegaba a la final por cuarta vez consecutiva, pero perdería en la final ante el anfitrión, Sudán.

### 1970: Una década de campeones
En la década de 1970, seis naciones ganaron este torneo: Sudán, Congo-Brazzaville, Congo, Marruecos, Ghana y Nigeria. Zaire, en la edición de 1974, lograría su segundo título (el primero lo ganó como la República Democrática del Congo) luego de haberse enfrentarse a Zambia en la final. Por única vez en la historia de la competición, la final del torneo se tuvo que repetir, luego de que las selecciones de Zaire y Zambia empataran a dos, dos días después, Zaire se corona campeón del torneo. Tres meses antes, Zaire se convirtió en el primer país africano negro para calificar a la Copa Mundial de la FIFA. Marruecos ganó su primer título en la Copa Africana de Naciones de 1976, celebrada en Etiopía y Ghana tuvo su tercer campeonato en 1978, convirtiéndose en el primer país en ganar tres títulos. En 1980, Nigeria salió campeón del torneo al derrotar en la final la selección de Argelia.

### 1980: El dominio de Camerún y Nigería
En la copa de 1982, Ghana logró conseguir su cuarto título, al derrotar por penales a Libia, la selección anfitriona tras haber empatado a uno durante los noventa minutos y en la prórroga. Camerún ganó su primer título dos años después, superando a Nigeria. En 1986, Egipto logró su tercer título al derrotar en la final por penales a la selección de Camerún. Dos años más tarde, se repetía la final de la copa de 1984, Camerún lograba su segundo título al derrotar en la final a Nigeria por uno a cero. En 1990, Argelia se coronó campeón del torneo, al derrotar a Nigeria, que durante la década, logró llegar a cuatro de las cinco finales disputadas en este torneo.

### 1990: El regreso de Sudáfrica
La Copa de Naciones 1992 aumentó el número de participantes en el torneo final a 12, los equipos fueron divididos en cuatro grupos de tres, los dos mejores de cada grupo, pasaban a cuartos de final. El campeón fue la selección de Costa de Marfil, quien derrotó en la final a la selección de Ghana. Costa de Marfil fue el primer campeón de la copa en no recibir goles
Dos años más tarde, Túnez fue humillado al quedar eliminado en la fase de grupos siendo anfitrión. Nigeria, que meses antes había clasificado a la Copa Mundial de Fútbol de 1994 se coronó campeón del torneo al derrotar en la final a la selección de Zambia.
En 1996, después de la erradicación del apartheid, Sudáfrica se coronaba campeón del torneo en su casa al vencer por 2 a 0 a Túnez. Desde esta versión, se amplió el número de participantes a 16, pero Nigeria, por problemas políticos en su país, se bajó de la competencia, dejando en 15 a los países participantes.
Dos años después, el torneo se trasladó a Burkina Faso. Sudáfrica llegaba nuevamente a la final, pero cayó 2 a 0 ante la selección de Egipto.

### 2000: Bicampeonato camerunés y dominio egipcio

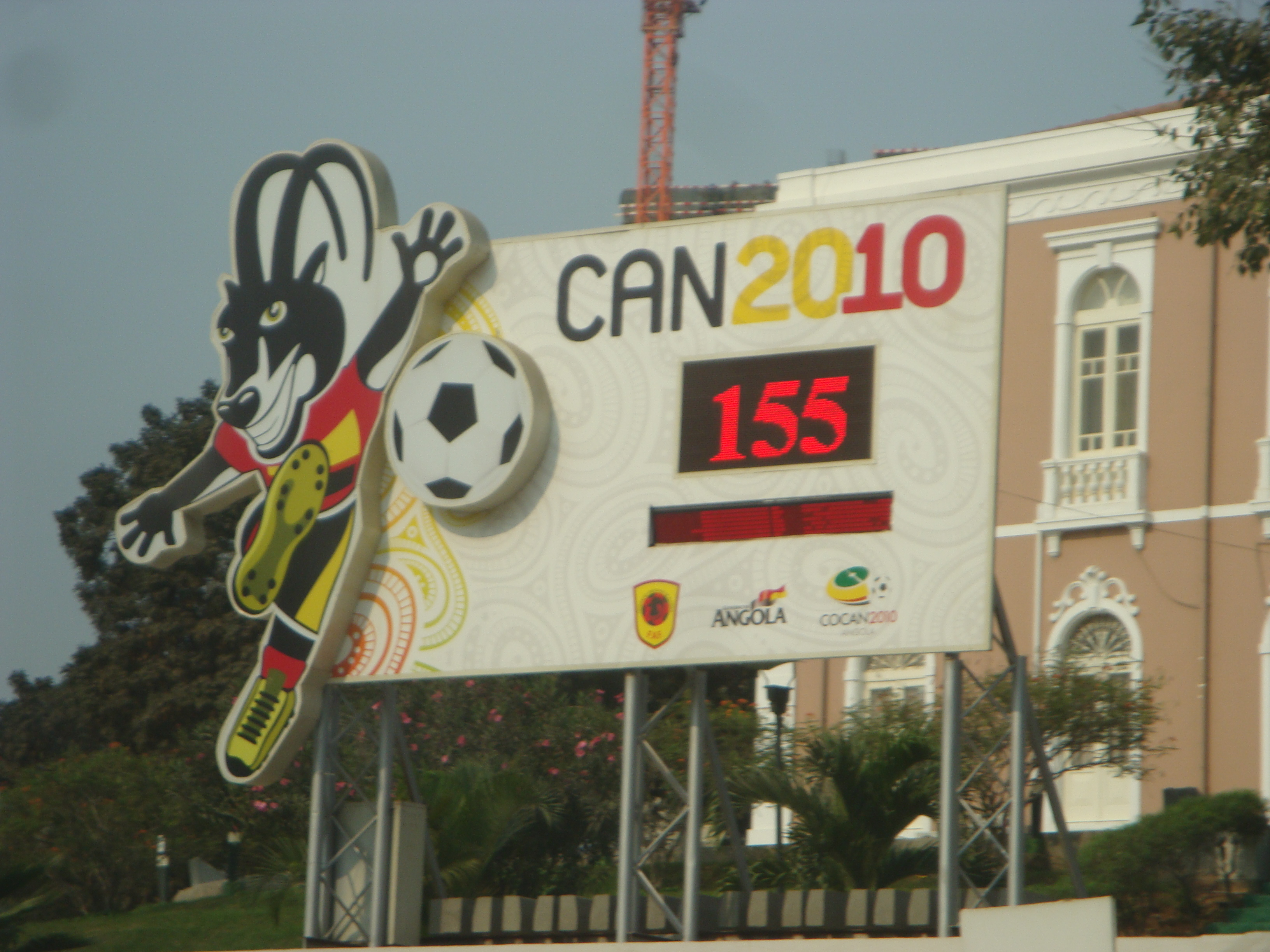
Signo de cuenta atrás durante la Copa Africana de Naciones 2010.

En la edición del 2000, por primera vez la organización fue compartida, Ghana y Nigeria fueron los encargados de sacar adelante la organización, que sustituyó a la originalmente designada Zimbabue. Después de un empate a 2-2 en la prórroga de la final, Camerún derrotó a Nigeria por penales y ganaba el título por tercera vez. 
En 2002, Camerún logró nuevamente el título, siendo el tercer país que lo gana de manera consecutiva desde que Ghana lo había hecho en la década de 1960 y después de que Egipto lo había hecho antes en 1957 y 1959. Una vez más, a través de tiros penales, Camerún venció por primera vez los finalistas Senegal, que también debutó en la Copa del Mundo ese mismo año. Los dos finalistas fueron eliminados en cuartos de final dos años más tarde en Túnez, donde los anfitriones ganaron su primer título, superando a Marruecos por 2-1 en la final.
El torneo de 2006 fue ganado también por los anfitriones, Egipto, que alcanzó su quinto título continental. El torneo de 2008 fue presentado por Ghana, Egipto nuevamente lograba el bicampeonato, ganando así su sexto torneo al derrotar a Camerún por 1-0 en la final.
Egipto estableció un nuevo récord en el torneo de 2010, que fue presentado por Angola, al ganar su tercer título consecutivo en un logro sin precedentes en el ámbito africano después de derrotar a Ghana por 1-0 en la final, manteniendo la copa dorada de forma indefinida y extender su marca a siete títulos continentales (incluidas, cuando Egipto era conocido como la República Árabe Unida entre 1958 y 1971).

### A partir de 2012
Gabón y Guinea Ecuatorial organizaron conjuntamente la edición del 2012, siendo la segunda vez que dos países acogen el evento. Zambia ganó su primer campeonato tras superar a Costa de Marfil (0-0 t.s. 8:7 por penaltis).
Para la edición de 2013, Nigeria superó a Burkina Faso por 1 a 0 coronándose campeón por tercera vez en su historia. En el 2015, fue el turno de Guinea Ecuatorial de organizar el torneo. Costa de Marfil se coronó campeón tras vencer a Ghana (0-0 t.s. 9:8 por penaltis). También, la República Democrática del Congo volvió a quedar entre los mejores cuatro equipos del torneo luego de 17 años.
Gabón organizó la edición del torneo en 2017, que comenzó el 14 de enero y finalizó el 5 de febrero consagrando a Camerún como campeón, ganando el partido contra Egipto por 2-1.
En 2019, el torneo originalmente se iba a realizar en Camerún, pero al final éste decidió aplazar la organización del torneo en su territorio hasta la edición del 2021, mientras que la de 2019 se jugó finalmente en Egipto. En la primera, Argelia consiguió su segundo título de su historia, venciendo a Senegal por la mínima 1-0, y en la edición jugada en Camerún, Senegal ganó el primer título de su historia, logrando ganarle al máximo ganador del torneo, Egipto (0-0 t.s. 4:2 por penaltis). La edición de 2021 se jugó en 2022 debido a los retrasos en las clasificatorias al torneo y a la Copa Mundial de Fútbol de 2022 que se suscitaron por la Pandemia de COVID-19.

## El Trofeo
A lo largo de la historia de la Copa Africana de Naciones, tres trofeos diferentes han sido diseñados para los ganadores de la competencia. En primer lugar, el trofeo original, de bronce, fue llamado Abdelaziz Abdallah Salem trofeo lleva el nombre del primer presidente de la CAF, el egipcio Abdelaziz Abdallah Salem. Cuando Ghana se hizo cargo por tercera vez el título en 1978, se ganó el derecho a guardarlo por siempre.
Un segundo trofeo fue traído en juego entre 1980 y 2000, llamado el Trofeo de la Unidad Africana, fue trasladado desde el Consejo Superior de Deportes en África a la CAF en 1980. Se inscribieron los anillos olímpicos con un mapa de África. Camerún, con ocasión de su tercera victoria de la competición durante este período, fue capaz de mantener el trofeo permanentemente.
Desde 2001, un tercer trofeo se otorga en juego en cada edición, chapado en oro, se trata de una torre en la parte superior de los cuales hay un mundo, el que se incluye África, que fue diseñado y fabricado en Italia por la misma empresa para las Copas del Mundo de FIFA.

### Ganadores del trofeo "Abdelaziz Abdallah Salem"
- Ghana - 1963, 1965, 1978
- Egipto - 1957, 1959
- República Democrática del Congo - 1968, 1974
- Etiopía - 1962
- Sudán - 1970
- Congo - 1972
- Marruecos - 1976

### Ganadores del trofeo "La Copa de África"
- Camerún - 1984, 1988, 2000
- Nigeria - 1980, 1994
- Egipto - 1986, 1998
- Ghana - 1982
- Argelia - 1990
- Costa de Marfil - 1992
- Sudáfrica - 1996

### Ganadores del tercer trofeo de la CAF
- Egipto - 2006, 2008, 2010
- Camerún - 2002, 2017
- Costa de Marfil - 2015, 2023
- Túnez - 2004
- Zambia - 2012
- Nigeria - 2013
- Argelia - 2019
- Senegal - 2021

## Historial
| Año          | Sede                      |                  | Campeón           | Final Resultado  | Segundo lugar    |                 | Tercer lugar      | Resultado | Cuarto lugar |
| 1957 Detalle | Sudán                     | Egipto           | 4:0               | Etiopía          | Sudán            | -               | Sudáfrica         |           |              |
| 1959 Detalle | Rep. Árabe Unida          | Rep. Árabe Unida | 2:1               | Sudán            | Etiopía          |                 | [ 12 ]            |           |              |
| 1962 Detalle | Etiopía                   | Etiopía          | 4:2               | Rep. Árabe Unida | Túnez            | 3:0             | Uganda            |           |              |
| 1963 Detalle | Ghana                     | Ghana            | 3:0               | Sudán            | Rep. Árabe Unida | 3:0             | Etiopía           |           |              |
| 1965 Detalle | Túnez                     | Ghana            | 3:2               | Túnez            | Costa de Marfil  | 1:0             | Senegal           |           |              |
| 1968 Detalle | Etiopía                   | Congo Kinshasa   | 1:0               | Ghana            | Costa de Marfil  | 1:0             | Etiopía           |           |              |
| 1970 Detalle | Sudán                     | Sudán            | 1:0               | Ghana            | Rep. Árabe Unida | 3:1             | Costa de Marfil   |           |              |
| 1972 Detalle | Camerún                   | Congo            | 3:2               | Malí             | Camerún          | 5:2             | Zaire             |           |              |
| 1974 Detalle | Egipto                    | Zaire            | 2:2 2:0           | Zambia           | Egipto           | 4:0             | Congo             |           |              |
| 1976 Detalle | Etiopía                   | Marruecos        | 1:1               | Guinea           | Nigeria          | 3:2             | Egipto            |           |              |
| 1978 Detalle | Ghana                     | Ghana            | 2:0               | Uganda           | Nigeria          | 2:0             | Túnez             |           |              |
| 1980 Detalle | Nigeria                   | Nigeria          | 3:0               | Argelia          | Marruecos        | 2:0             | Egipto            |           |              |
| 1982 Detalle | Libia                     | Ghana            | 1:1 7:6 penales   | Libia            | Zambia           | 2:0             | Argelia           |           |              |
| 1984 Detalle | Costa de Marfil           | Camerún          | 3:1               | Nigeria          | Argelia          | 3:1             | Egipto            |           |              |
| 1986 Detalle | Egipto                    | Egipto           | 0:0 5:4 penales   | Camerún          | Costa de Marfil  | 3:2             | Marruecos         |           |              |
| 1988 Detalle | Marruecos                 | Camerún          | 1:0               | Nigeria          | Argelia          | 1:1 4:3 penales | Marruecos         |           |              |
| 1990 Detalle | Argelia                   | Argelia          | 1:0               | Nigeria          | Zambia           | 1:0             | Senegal           |           |              |
| 1992 Detalle | Senegal                   | Costa de Marfil  | 0:0 11:10 penales | Ghana            | Nigeria          | 2:1             | Camerún           |           |              |
| 1994 Detalle | Túnez                     | Nigeria          | 2:1               | Zambia           | Costa de Marfil  | 3:1             | Malí              |           |              |
| 1996 Detalle | Sudáfrica                 | Sudáfrica        | 2:0               | Túnez            | Zambia           | 1:0             | Ghana             |           |              |
| 1998 Detalle | Burkina Faso              | Egipto           | 2:0               | Sudáfrica        | RD Congo         | 4:4 4:1 penales | Burkina Faso      |           |              |
| 2000 Detalle | Ghana y Nigeria           | Camerún          | 2:2 4:3 penales   | Nigeria          | Sudáfrica        | 2:2 4:3 penales | Túnez             |           |              |
| 2002 Detalle | Malí                      | Camerún          | 0:0 3:2 penales   | Senegal          | Nigeria          | 1:0             | Malí              |           |              |
| 2004 Detalle | Túnez                     | Túnez            | 2:1               | Marruecos        | Nigeria          | 2:1             | Malí              |           |              |
| 2006 Detalle | Egipto                    | Egipto           | 0:0 4:2 penales   | Costa de Marfil  | Nigeria          | 1:0             | Senegal           |           |              |
| 2008 Detalle | Ghana                     | Egipto           | 1:0               | Camerún          | Ghana            | 4:2             | Costa de Marfil   |           |              |
| 2010 Detalle | Angola                    | Egipto           | 1:0               | Ghana            | Nigeria          | 1:0             | Argelia           |           |              |
| 2012 Detalle | Gabón y Guinea Ecuatorial | Zambia           | 0:0 8:7 penales   | Costa de Marfil  | Malí             | 2:0             | Ghana             |           |              |
| 2013 Detalle | Sudáfrica                 | Nigeria          | 1:0               | Burkina Faso     | Malí             | 3:1             | Ghana             |           |              |
| 2015 Detalle | Guinea Ecuatorial         | Costa de Marfil  | 0:0 9:8 penales   | Ghana            | RD Congo         | 0:0 4:2 penales | Guinea Ecuatorial |           |              |
| 2017 Detalle | Gabón                     | Camerún          | 2:1               | Egipto           | Burkina Faso     | 1:0             | Ghana             |           |              |
| 2019 Detalle | Egipto                    | Argelia          | 1:0               | Senegal          | Nigeria          | 1:0             | Túnez             |           |              |
| 2021 Detalle | Camerún                   | Senegal          | 0:0 4:2 penales   | Egipto           | Camerún          | 3:3 5:3 penales | Burkina Faso      |           |              |
| 2023 Detalle | Costa de Marfil           | Costa de Marfil  | 2:1               | Nigeria          | Sudáfrica        | 0:0 6:5 penales | RD Congo          |           |              |
| 2025 Detalle | Marruecos                 | Por disputarse   | Por disputarse    | Por disputarse   |                  |                 |                   |           |              |
| 2027 Detalle | Kenia, Tanzania y Uganda  | Por disputarse   | Por disputarse    | Por disputarse   |                  |                 |                   |           |              |

## Palmarés

### Títulos

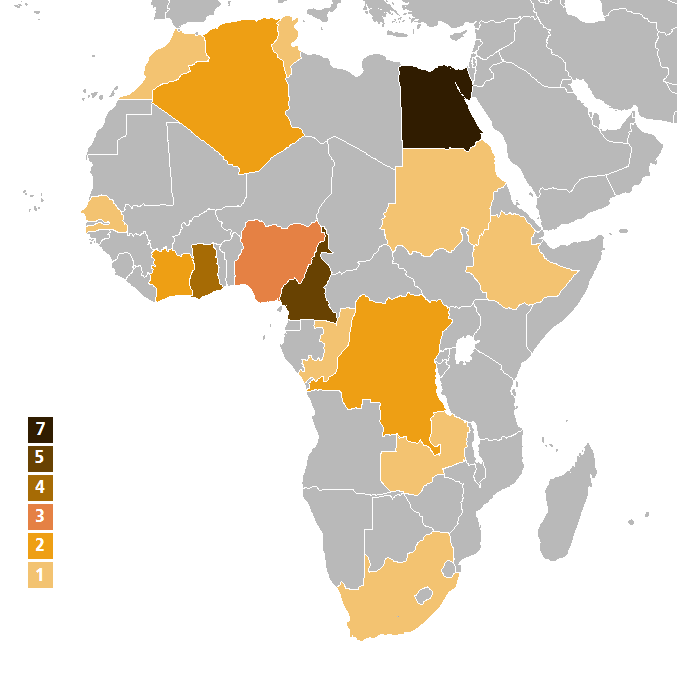
Mapa de los países campeones de la Copa Africana de Naciones.

En negrita cursiva, se indica el torneo donde el equipo fue local.
| Selección         | Campeón                                      | Subcampeón                       | Tercer puesto                                      | Cuarto puesto              |
| ----------------- | -------------------------------------------- | -------------------------------- | -------------------------------------------------- | -------------------------- |
| Egipto            | 7 (1957, 1959, 1986, 1998, 2006, 2008, 2010) | 3 (1962, 2017, 2021)             | 3 (1963, 1970, 1974)                               | 3 (1976, 1980, 1984)       |
| Camerún           | 5 (1984, 1988, 2000, 2002, 2017)             | 2 (1986, 2008)                   | 2 (1972, 2021)                                     | 1 (1992)                   |
| Ghana             | 4 (1963, 1965, 1978, 1982)                   | 5 (1968, 1970, 1992, 2010, 2015) | 1 (2008)                                           | 4 (1996, 2012, 2013, 2017) |
| Nigeria           | 3 (1980, 1994, 2013)                         | 5 (1984, 1988, 1990, 2000, 2023) | 8 (1976, 1978, 1992, 2002, 2004, 2006, 2010, 2019) |                            |
| Costa de Marfil   | 3 (1992, 2015, 2023)                         | 2 (2006, 2012)                   | 4 (1965, 1968, 1986, 1994)                         | 2 (1970, 2008)             |
| Argelia           | 2 (1990, 2019)                               | 1 (1980)                         | 2 (1984, 1988)                                     | 2 (1982, 2010)             |
| RD Congo          | 2 (1968, 1974)                               |                                  | 2 (1998, 2015)                                     | 2 (1972, 2023)             |
| Zambia            | 1 (2012)                                     | 2 (1974, 1994)                   | 3 (1982, 1990, 1996)                               |                            |
| Túnez             | 1 (2004)                                     | 2 (1965, 1996)                   | 1 (1962)                                           | 3 (1978, 2000, 2019)       |
| Sudán             | 1 (1970)                                     | 2 (1959, 1963)                   | 1 (1957)                                           |                            |
| Senegal           | 1 (2021)                                     | 2 (2002, 2019)                   |                                                    | 3 (1965, 1990, 2006)       |
| Sudáfrica         | 1 (1996)                                     | 1 (1998)                         | 2 (2000, 2023)                                     | 1 (1957)                   |
| Marruecos         | 1 (1976)                                     | 1 (2004)                         | 1 (1980)                                           | 2 (1986, 1988)             |
| Etiopía           | 1 (1962)                                     | 1 (1957)                         | 1 (1959)                                           | 2 (1963, 1968)             |
| Congo             | 1 (1972)                                     |                                  |                                                    | 1 (1974)                   |
| Malí              |                                              | 1 (1972)                         | 2 (2012, 2013)                                     | 3 (1994, 2002, 2004)       |
| Burkina Faso      |                                              | 1 (2013)                         | 1 (2017)                                           | 2 (1998, 2021)             |
| Uganda            |                                              | 1 (1978)                         |                                                    | 1 (1962)                   |
| Libia             |                                              | 1 (1982)                         |                                                    |                            |
| Guinea            |                                              | 1 (1976)                         |                                                    |                            |
| Guinea Ecuatorial |                                              |                                  |                                                    | 1 (2015)                   |

### Campeones por región
| Federación (Región)      | Campeón(es)                                                 | Número     |
| ------------------------ | ----------------------------------------------------------- | ---------- |
| UNAF (Norte de África)   | Egipto (7), Argelia (2), Marruecos (1), Túnez (1)           | 11 títulos |
| WAFU (África Occidental) | Ghana (4), Costa de Marfil (3), Nigeria (3), Senegal (1)    | 11 títulos |
| UNIFFAC (África Central) | Camerún (5), República Democrática del Congo (2), Congo (1) | 8 títulos  |
| CECAFA (África Oriental) | Etiopía (1), Sudán (1)                                      | 2 títulos  |
| COSAFA (África del Sur)  | Sudáfrica (1), Zambia (1)                                   | 2 títulos  |

## Participaciones

### Participaciones por país

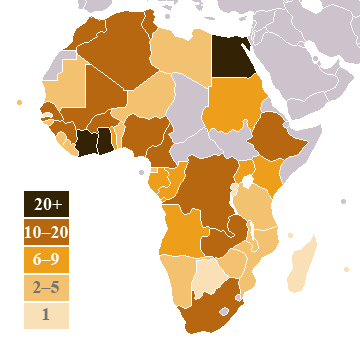
Cada color refleja la cantidad de participaciones por nación en el torneo

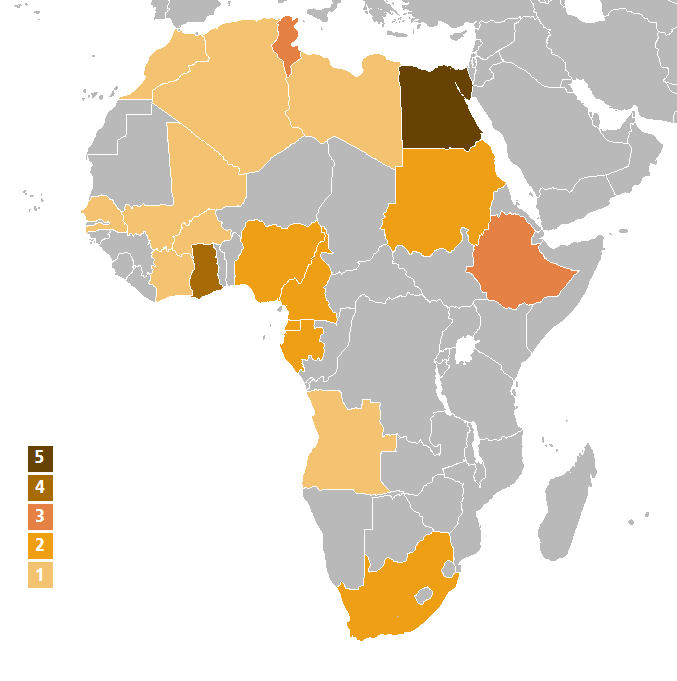
Cada color refleja la cantidad de veces que cada nación organizó el evento

- Actualizado a la edición 2025.

| Selección               | Participaciones |
| ----------------------- | --------------- |
| Egipto                  | 27              |
| * Egipto                | 1               |
| * República Árabe Unida | 4               |
| * Egipto                | 22              |
| Costa de Marfil         | 26              |
| Ghana                   | 24              |
| Camerún                 | 22              |
| Túnez                   | 22              |
| Argelia                 | 21              |
| Nigeria                 | 21              |
| R. D. Congo             | 21              |
| * Congo Kinshasa        | 3               |
| * Zaire                 | 7               |
| * RD Congo              | 11              |
| Marruecos               | 20              |
| Zambia                  | 19              |
| Senegal                 | 18              |
| Burkina Faso            | 14              |
| * Alto Volta            | 1               |
| * Burkina Faso          | 13              |
| Guinea                  | 14              |
| Malí                    | 14              |
| Sudáfrica               | 12              |
| Etiopía                 | 11              |
| Angola                  | 10              |
| Sudán                   | 10              |
| Gabón                   | 9               |
| Togo                    | 8               |
| Uganda                  | 8               |
| Congo                   | 7               |
| Kenia                   | 6               |
| Mozambique              | 6               |
| Zimbabue                | 6               |
| Benín                   | 5               |
| Guinea Ecuatorial       | 5               |
| Cabo Verde              | 4               |
| Guinea-Bisáu            | 4               |
| Namibia                 | 4               |
| Tanzania                | 4               |
| Libia                   | 3               |
| Malaui                  | 3               |
| Mauritania              | 3               |
| Sierra Leona            | 3               |
| Botsuana                | 2               |
| Comoras                 | 2               |
| Gambia                  | 2               |
| Liberia                 | 2               |
| Níger                   | 2               |
| Burundi                 | 1               |
| Madagascar              | 1               |
| Mauricio                | 1               |
| Ruanda                  | 1               |

### Participaciones por edición
- Actualizado a la edición 2023.

| Equipo / Edición  |      |      |      |      |      |      |      |      |      |      |      |      |      |      |      |      |      |      |      |      |      |      |      |      |      |      |      |      |      |      |      |      |      |      |      |      | Part. |
| Equipo / Edición  | 1957 | 1959 | 1962 | 1963 | 1965 | 1968 | 1970 | 1972 | 1974 | 1976 | 1978 | 1980 | 1982 | 1984 | 1986 | 1988 | 1990 | 1992 | 1994 | 1996 | 1998 | 2000 | 2002 | 2004 | 2006 | 2008 | 2010 | 2012 | 2013 | 2015 | 2017 | 2019 | 2021 | 2023 | 2025 | 2027 | Part. |
| ----------------- | ---- | ---- | ---- | ---- | ---- | ---- | ---- | ---- | ---- | ---- | ---- | ---- | ---- | ---- | ---- | ---- | ---- | ---- | ---- | ---- | ---- | ---- | ---- | ---- | ---- | ---- | ---- | ---- | ---- | ---- | ---- | ---- | ---- | ---- | ---- | ---- | ----- |
| Angola            |      |      |      |      |      |      |      |      |      |      |      |      |      |      |      |      |      |      |      | FG   | FG   |      |      |      | FG   | CF   | CF   | FG   | FG   |      |      | FG   |      | CF   | C    |      | 10    |
| Argelia           |      |      |      |      |      | FG   |      |      |      |      |      | 2.º  | 4.º  | 3.º  | FG   | 3.º  | 1.º  | FG   |      | CF   | FG   | CF   | FG   | CF   |      |      | 4.º  |      | FG   | CF   | FG   | 1.º  | FG   | FG   | C    |      | 21    |
| Benín             |      |      |      |      |      |      |      |      |      |      |      |      |      |      |      |      |      |      |      |      |      |      |      | FG   |      | FG   | FG   |      |      |      |      | CF   |      |      | C    |      | 5     |
| Botsuana          |      |      |      |      |      |      |      |      |      |      |      |      |      |      |      |      |      |      |      |      |      |      |      |      |      |      |      | FG   |      |      |      |      |      |      | C    |      | 2     |
| Burkina Faso      |      |      |      |      |      |      |      |      |      |      | FG   |      |      |      |      |      |      |      |      | FG   | 4.º  | FG   | FG   | FG   |      |      | FG   | FG   | 2.º  | FG   | 3.º  |      | 4.º  | OF   | C    |      | 14    |
| Burundi           |      |      |      |      |      |      |      |      |      |      |      |      |      |      |      |      |      |      |      |      |      |      |      |      |      |      |      |      |      |      |      | FG   |      |      |      |      | 1     |
| Cabo Verde        |      |      |      |      |      |      |      |      |      |      |      |      |      |      |      |      |      |      |      |      |      |      |      |      |      |      |      |      | CF   | FG   |      |      | OF   | CF   |      |      | 4     |
| Camerún           |      |      |      |      |      |      | FG   | 3.º  |      |      |      |      | FG   | 1.º  | 2.º  | 1.º  | FG   | 4.º  |      | FG   | CF   | 1.º  | 1.º  | CF   | CF   | 2.º  | CF   |      |      | FG   | 1.º  | OF   | 3.º  | OF   | C    |      | 22    |
| Comoras           |      |      |      |      |      |      |      |      |      |      |      |      |      |      |      |      |      |      |      |      |      |      |      |      |      |      |      |      |      |      |      |      | OF   |      | C    |      | 2     |
| Congo             |      |      |      |      |      | FG   |      | 1.º  | 4.º  |      | FG   |      |      |      |      |      |      | CF   |      |      |      | FG   |      |      |      |      |      |      |      | CF   |      |      |      |      |      |      | 7     |
| Costa de Marfil   |      |      |      |      | 3.º  | 3.º  | 4.º  |      | FG   |      |      | FG   |      | FG   | 3.º  | FG   | FG   | 1.º  | 3.º  | FG   | CF   | FG   | FG   |      | 2.º  | 4.º  | CF   | 2.º  | CF   | 1.º  | FG   | CF   | OF   | 1.º  | C    |      | 26    |
| Egipto            | 1.º  | 1.º  | 2.º  | 3.º  |      |      | 3.º  |      | 3.º  | 4.º  |      | 4.º  |      | 4.º  | 1.º  | FG   | FG   | FG   | CF   | CF   | 1.º  | CF   | CF   | FG   | 1.º  | 1.º  | 1.º  |      |      |      | 2.º  | OF   | 2.º  | OF   | C    |      | 27    |
| Etiopía           | 2.º  | 3.º  | 1.º  | 4.º  | FG   | 4.º  | FG   |      |      | FG   |      |      | FG   |      |      |      |      |      |      |      |      |      |      |      |      |      |      |      | FG   |      |      |      | FG   |      |      |      | 11    |
| Gabón             |      |      |      |      |      |      |      |      |      |      |      |      |      |      |      |      |      |      | FG   | CF   |      | FG   |      |      |      |      | FG   | CF   |      | FG   | FG   |      | OF   |      | C    |      | 9     |
| Gambia            |      |      |      |      |      |      |      |      |      |      |      |      |      |      |      |      |      |      |      |      |      |      |      |      |      |      |      |      |      |      |      |      | CF   | FG   |      |      | 2     |
| Ghana             |      |      |      | 1.º  | 1.º  | 2.º  | 2.º  |      |      |      | 1.º  | FG   | 1.º  | FG   |      |      |      | 2.º  | CF   | 4.º  | FG   | CF   | CF   |      | FG   | 3.º  | 2.º  | 4.º  | 4.º  | 2.º  | 4.º  | OF   | FG   | FG   |      |      | 24    |
| Guinea            |      |      |      |      |      |      | FG   |      | FG   | 2.º  |      | FG   |      |      |      |      |      |      | FG   |      | FG   |      |      | CF   | CF   | CF   |      | FG   |      | CF   |      | OF   | OF   | CF   |      |      | 14    |
| Guinea-Bisáu      |      |      |      |      |      |      |      |      |      |      |      |      |      |      |      |      |      |      |      |      |      |      |      |      |      |      |      |      |      |      | FG   | FG   | FG   | FG   |      |      | 4     |
| Guinea Ecuatorial |      |      |      |      |      |      |      |      |      |      |      |      |      |      |      |      |      |      |      |      |      |      |      |      |      |      |      | CF   |      | 4.º  |      |      | CF   | OF   | C    |      | 5     |
| Kenia             |      |      |      |      |      |      |      | FG   |      |      |      |      |      |      |      | FG   | FG   | FG   |      |      |      |      |      | FG   |      |      |      |      |      |      |      | FG   |      |      |      | C    | 7     |
| Liberia           |      |      |      |      |      |      |      |      |      |      |      |      |      |      |      |      |      |      |      | FG   |      |      | FG   |      |      |      |      |      |      |      |      |      |      |      |      |      | 2     |
| Libia             |      |      |      |      |      |      |      |      |      |      |      |      | 2.º  |      |      |      |      |      |      |      |      |      |      |      | FG   |      |      | FG   |      |      |      |      |      |      |      |      | 3     |
| Madagascar        |      |      |      |      |      |      |      |      |      |      |      |      |      |      |      |      |      |      |      |      |      |      |      |      |      |      |      |      |      |      |      | CF   |      |      |      |      | 1     |
| Malaui            |      |      |      |      |      |      |      |      |      |      |      |      |      | FG   |      |      |      |      |      |      |      |      |      |      |      |      | FG   |      |      |      |      |      | OF   |      |      |      | 3     |
| Malí              |      |      |      |      |      |      |      | 2.º  |      |      |      |      |      |      |      |      |      |      | 4.º  |      |      |      | 4.º  | 4.º  |      | FG   | FG   | 3.º  | 3.º  | FG   | FG   | OF   | OF   | OF   | C    |      | 14    |
| Marruecos         |      |      |      |      |      |      |      | FG   |      | 1.º  | FG   | 3.º  |      |      | 4.º  | 4.º  |      | FG   |      |      | CF   | FG   | FG   | 2.º  | FG   | FG   |      | FG   | FG   |      | CF   | OF   | CF   | OF   | C    |      | 20    |
| Mauricio          |      |      |      |      |      |      |      |      | FG   |      |      |      |      |      |      |      |      |      |      |      |      |      |      |      |      |      |      |      |      |      |      |      |      |      |      |      | 1     |
| Mauritania        |      |      |      |      |      |      |      |      |      |      |      |      |      |      |      |      |      |      |      |      |      |      |      |      |      |      |      |      |      |      |      | FG   | FG   | OF   |      |      | 3     |
| Mozambique        |      |      |      |      |      |      |      |      |      |      |      |      |      |      | FG   |      |      |      |      | FG   | FG   |      |      |      |      |      | FG   |      |      |      |      |      |      | FG   | C    |      | 6     |
| Namibia           |      |      |      |      |      |      |      |      |      |      |      |      |      |      |      |      |      |      |      |      | FG   |      |      |      |      | FG   |      |      |      |      |      | FG   |      | OF   |      |      | 4     |
| Níger             |      |      |      |      |      |      |      |      |      |      |      |      |      |      |      |      |      |      |      |      |      |      |      |      |      |      |      | FG   | FG   |      |      |      |      |      |      |      | 2     |
| Nigeria           |      |      |      | FG   |      |      |      |      |      | 3.º  | 3.º  | 1.º  | FG   | 2.º  |      | 2.º  | 2.º  | 3.º  | 1.º  |      |      | 2.º  | 3.º  | 3.º  | 3.º  | CF   | 3.º  |      | 1.º  |      |      | 3.º  | OF   | 2.º  | C    |      | 21    |
| RD Congo          |      |      |      |      | FG   | 1.º  | FG   | 4.º  | 1.º  | FG   |      |      |      |      |      | FG   |      | CF   | CF   | CF   | 3.º  | FG   | CF   | FG   | CF   |      |      |      | FG   | 3.º  | CF   | OF   |      | 4.º  | C    |      | 21    |
| Ruanda            |      |      |      |      |      |      |      |      |      |      |      |      |      |      |      |      |      |      |      |      |      |      |      | FG   |      |      |      |      |      |      |      |      |      |      |      |      | 1     |
| Senegal           |      |      |      |      | 4.º  | FG   |      |      |      |      |      |      |      |      | FG   |      | 4.º  | CF   | CF   |      |      | CF   | 2.º  | CF   | 4.º  | FG   |      | FG   |      | FG   | CF   | 2.º  | 1.º  | OF   | C    |      | 18    |
| Sierra Leona      |      |      |      |      |      |      |      |      |      |      |      |      |      |      |      |      |      |      | FG   | FG   |      |      |      |      |      |      |      |      |      |      |      |      | FG   |      |      |      | 3     |
| Sudáfrica         |      |      |      |      |      |      |      |      |      |      |      |      |      |      |      |      |      |      |      | 1.º  | 2.º  | 3.º  | CF   | FG   | FG   | FG   |      |      | CF   | FG   |      | CF   |      | 3.º  | C    |      | 12    |
| Sudán             | 3.º  | 2.º  |      | 2.º  |      |      | 1.º  | FG   |      | FG   |      |      |      |      |      |      |      |      |      |      |      |      |      |      |      | FG   |      | CF   |      |      |      |      | FG   |      | C    |      | 10    |
| Tanzania          |      |      |      |      |      |      |      |      |      |      |      | FG   |      |      |      |      |      |      |      |      |      |      |      |      |      |      |      |      |      |      |      | FG   |      | FG   | C    | C    | 5     |
| Togo              |      |      |      |      |      |      |      | FG   |      |      |      |      |      | FG   |      |      |      |      |      |      | FG   | FG   | FG   |      | FG   |      |      |      | CF   |      | FG   |      |      |      |      |      | 8     |
| Túnez             |      |      | 3.º  | FG   | 2.º  |      |      |      |      |      | 4.º  |      | FG   |      |      |      |      |      | FG   | 2.º  | CF   | 4.º  | FG   | 1.º  | CF   | CF   | FG   | CF   | FG   | CF   | CF   | 4.º  | CF   | FG   | C    |      | 22    |
| Uganda            |      |      | 4.º  |      |      | FG   |      |      | FG   | FG   | 2.º  |      |      |      |      |      |      |      |      |      |      |      |      |      |      |      |      |      |      |      | FG   | OF   |      |      | C    | C    | 9     |
| Zambia            |      |      |      |      |      |      |      |      | 2.º  |      | FG   |      | 3.º  |      | FG   |      | 3.º  | CF   | 2.º  | 3.º  | FG   | FG   | FG   |      | FG   | FG   | CF   | 1.º  | FG   | FG   |      |      |      | FG   | C    |      | 19    |
| Zimbabue          |      |      |      |      |      |      |      |      |      |      |      |      |      |      |      |      |      |      |      |      |      |      |      | FG   | FG   |      |      |      |      |      | FG   | FG   | FG   |      | C    |      | 6     |
| Total             | 3    | 3    | 4    | 6    | 6    | 8    | 8    | 8    | 8    | 8    | 8    | 8    | 8    | 8    | 8    | 8    | 8    | 12   | 12   | 15   | 16   | 16   | 16   | 16   | 16   | 16   | 15   | 16   | 16   | 16   | 16   | 24   | 24   | 24   | 24   | 3    | 431   |

Nomenclatura
- 1.º – Campeones
- 2.º – Subcampeones
- 3.º – Tercer lugar
- 4.º – Cuarto Lugar
- CF – Cuartofinalista
- OF – Octavofinalista
- FG – Eliminado en la fase de grupos
- C – Clasificado
- — Anfitrión(es)
- — Se retiró
- — Descalificado

## Tabla histórica
- Actualizado a la edición 2023.

| Pos. | Selección         | Pts. | PJ  | PG | PE | PP | GF  | GC  | Dif. | Rend. | Títulos |  |
| ---- | ----------------- | ---- | --- | -- | -- | -- | --- | --- | ---- | ----- | ------- |  |
| 1.º  | Egipto            | 204  | 111 | 60 | 24 | 27 | 173 | 97  | +76  | 61.3  | 7       |  |
| 2.º  | Nigeria           | 197  | 104 | 58 | 23 | 23 | 146 | 95  | +51  | 52.5  | 3       |  |
| 3.º  | Ghana             | 185  | 105 | 54 | 23 | 28 | 138 | 93  | +45  | 58.7  | 4       |  |
| 4.º  | Costa de Marfil   | 172  | 106 | 48 | 28 | 30 | 152 | 111 | +41  | 40.8  | 3       |  |
| 5.º  | Camerún           | 169  | 95  | 46 | 31 | 18 | 139 | 87  | +52  | 59.3  | 5       |  |
| 6.º  | Marruecos         | 112  | 74  | 29 | 25 | 20 | 87  | 66  | +21  | 50.5  | 1       |  |
| 7.º  | Senegal           | 108  | 71  | 30 | 18 | 23 | 87  | 58  | +29  | 50.7  | 1       |  |
| 8.º  | Argelia           | 108  | 80  | 28 | 24 | 28 | 97  | 93  | +4   | 45.0  | 2       |  |
| 9.º  | Túnez             | 106  | 83  | 25 | 31 | 27 | 100 | 96  | +4   | 42.5  | 1       |  |
| 10.º | Zambia            | 100  | 69  | 27 | 19 | 23 | 83  | 70  | +13  | 48.3  | 1       |  |
| 11.º | R. D. del Congo   | 91   | 80  | 21 | 29 | 30 | 94  | 107 | -13  | 28.6  | 2       |  |
| 12.º | Malí              | 87   | 60  | 21 | 21 | 18 | 72  | 71  | +1   | 47.4  | -       |  |
| 13.º | Sudáfrica         | 71   | 49  | 18 | 17 | 15 | 55  | 48  | +7   | 41.9  | 1       |  |
| 14.º | Guinea            | 63   | 53  | 15 | 18 | 20 | 66  | 75  | -9   | 40.4  | -       |  |
| 15.º | Burkina Faso      | 47   | 52  | 10 | 17 | 25 | 51  | 78  | -27  | 30.1  | -       |  |
| 16.º | Angola            | 34   | 32  | 7  | 13 | 12 | 39  | 44  | -5   | 36.5  | -       |  |
| 17.º | Gabón             | 31   | 25  | 7  | 10 | 8  | 22  | 27  | -5   | 41.3  | -       |  |
| 18.º | Guinea Ecuatorial | 29   | 19  | 8  | 5  | 6  | 20  | 18  | +2   | 50.8  | -       |  |
| 19.º | Congo             | 29   | 26  | 7  | 8  | 11 | 27  | 37  | -10  | 37.2  | 1       |  |
| 20.º | Sudán             | 28   | 27  | 7  | 7  | 13 | 29  | 41  | -12  | 34.6  | 1       |  |
| 21.º | Etiopía           | 25   | 30  | 7  | 4  | 19 | 31  | 67  | -36  | 27.7  | 1       |  |
| 22.º | Cabo Verde        | 24   | 17  | 5  | 9  | 3  | 14  | 12  | +2   | 47.9  | -       |  |
| 23.º | Togo              | 17   | 25  | 3  | 8  | 14 | 19  | 42  | -23  | 22.6  | -       |  |
| 24.º | Uganda            | 15   | 23  | 4  | 3  | 16 | 21  | 38  | -17  | 21.7  | -       |  |
| 25.º | Libia             | 14   | 11  | 3  | 5  | 3  | 12  | 13  | -1   | 42.4  | -       |  |
| 26.º | Zimbabue          | 11   | 15  | 3  | 2  | 10 | 16  | 31  | -15  | 24.4  | -       |  |
| 27.º | Gambia            | 10   | 8   | 3  | 1  | 4  | 6   | 10  | -4   | 41.6  | -       |  |
| 28.º | Kenia             | 10   | 17  | 2  | 4  | 11 | 12  | 31  | -20  | 19.6  | -       |  |
| 29.º | Madagascar        | 8    | 5   | 2  | 2  | 1  | 7   | 7   | 0    | 53.3  | -       |  |
| 30.º | Malaui            | 8    | 11  | 2  | 2  | 6  | 9   | 15  | -6   | 24.2  | -       |  |
| 31.º | Sierra Leona      | 6    | 8   | 1  | 3  | 4  | 4   | 14  | -10  | 25.0  | -       |  |
| 32.º | Namibia           | 6    | 13  | 1  | 3  | 9  | 11  | 31  | -20  | 15.4  | -       |  |
| 33.º | Liberia           | 5    | 5   | 1  | 2  | 2  | 5   | 7   | -2   | 33.3  | -       |  |
| 34.º | Mauritania        | 5    | 10  | 1  | 2  | 7  | 4   | 16  | -12  | 16.6  | -       |  |
| 35.º | Benín             | 5    | 14  | 0  | 5  | 9  | 7   | 24  | -17  | 11.9  | -       |  |
| 36.º | Ruanda            | 4    | 3   | 1  | 1  | 1  | 3   | 3   | 0    | 33.3  | -       |  |
| 37.º | Mozambique        | 4    | 15  | 0  | 4  | 11 | 8   | 33  | -25  | 8.88  | -       |  |
| 38.º | Comoras           | 3    | 4   | 1  | 0  | 3  | 4   | 7   | -3   | 25.0  | -       |  |
| 39.º | Tanzania          | 3    | 9   | 0  | 3  | 6  | 6   | 18  | -12  | 16.6  | -       |  |
| 40.º | Guinea-Bisáu      | 3    | 12  | 0  | 3  | 9  | 4   | 19  | -15  | 8.33  | -       |  |
| 41.º | Níger             | 1    | 6   | 0  | 1  | 5  | 1   | 9   | -8   | 5.55  | -       |  |
| 42.º | Burundi           | 0    | 3   | 0  | 0  | 3  | 0   | 4   | -4   | 0.00  | -       |  |
| 43.º | Mauricio          | 0    | 3   | 0  | 0  | 3  | 2   | 8   | -6   | 0.00  | -       |  |
| 44.º | Botsuana          | 0    | 3   | 0  | 0  | 3  | 2   | 9   | -7   | 0.00  | -       |  |

Los únicos equipos que aún no se han podido clasificar son:
- Chad
- Eritrea
- Eswatini
- Lesoto
- República Centroafricana
- Santo Tomé y Príncipe
- Seychelles
- Somalia
- Sudán del Sur
- Yibuti

## Goleadores

### Goleadores por edición
| Año  | Jugador | Selección                                          | Goles |
| ---- | --- | -------------------------------------------------- | ----- |
| 1957 | Ad-Diba | Egipto                                             | 5     |
| 1959 | Mahmoud El-Gohary                                                                                                  | República Árabe Unida                              | 3     |
| 1962 | Mengistu Worku Badawi Abdel Fattah                                                                                 | Etiopía República Árabe Unida                      | 3     |
| 1963 | Hassan El-Shazly                                                                                                   | República Árabe Unida                              | 6     |
| 1965 | Eustache Manglé Ben Acheampong Osei Kofi                                                                           | Costa de Marfil Ghana                              | 3     |
| 1968 | Laurent Pokou | Costa de Marfil                                    | 6     |
| 1970 | Laurent Pokou | Costa de Marfil                                    | 8     |
| 1972 | Fantamady Keita | Malí                                               | 5     |
| 1974 | Ndaye Mulamba | Zaire                                              | 9     |
| 1976 | Mamadou Aliou Keïta                                                                                                | Malí                                               | 4     |
| 1978 | Opoku Afriyie Segun Odegbami Phillip Omondi                                                                        | Ghana Nigeria Uganda                               | 3     |
| 1980 | Khalid Labied Segun Odegbami                                                                                       | Marruecos Nigeria                                  | 3     |
| 1982 | George Alhassan | Ghana                                              | 4     |
| 1984 | Taher Abouzaid | Egipto                                             | 4     |
| 1986 | Roger Milla | Camerún                                            | 4     |
| 1988 | Lakhdar Belloumi Roger Milla Abdoulaye Traoré Gamal Abdelhamid                                                     | Argelia Camerún Costa de Marfil Egipto             | 2     |
| 1990 | Djamel Menad | Argelia                                            | 4     |
| 1992 | Rashidi Yekini | Nigeria                                            | 4     |
| 1994 | Rashidi Yekini | Nigeria                                            | 5     |
| 1996 | Kalusha Bwalya | Zambia                                             | 5     |
| 1998 | Hossam Hassan Benni McCarthy                                                                                       | Egipto Sudáfrica                                   | 7     |
| 2000 | Shaun Bartlett | Sudáfrica                                          | 5     |
| 2002 | Patrick M'Boma Salomon Olembé Julius Aghahowa                                                                      | Camerún Nigeria                                    | 3     |
| 2004 | Patrick M'Boma Frédéric Kanouté Jay-Jay Okocha Francileudo Santos                                                  | Camerún Malí Nigeria Túnez                         | 4     |
| 2006 | Samuel Eto'o | Camerún                                            | 5     |
| 2008 | Samuel Eto'o | Camerún                                            | 5     |
| 2010 | Mohamed Nagy | Egipto                                             | 5     |
| 2012 | Manucho Pierre-Emerick Aubameyang Didier Drogba Cheick Diabaté Houssine Kharja Christopher Katongo Emmanuel Mayuka | Angola Gabón Costa de Marfil Malí Marruecos Zambia | 3     |
| 2013 | Emmanuel Emenike Wakaso Mubarak                                                                                    | Nigeria Ghana                                      | 4     |
| 2015 | Thievy Bifouma Dieumerci Mbokani Javier Balboa André Ayew Ahmed Akaïchi                                            | Congo RD Congo Guinea Ecuatorial Ghana Túnez       | 3     |
| 2017 | Junior Kabananga                                                                                                   | RD Congo                                           | 3     |
| 2019 | Odion Ighalo | Nigeria                                            | 5     |
| 2021 | Vincent Aboubakar                                                                                                  | Camerún                                            | 8     |
| 2023 | Emilio Nsue | Guinea Ecuatorial                                  | 5     |

### Goleadores históricos
| Jugador                                   | Selección       | Goles | Partidos | Prom. | Ediciones                                                                      |
| ----------------------------------------- | --------------- | ----- | -------- | ----- | ------------------------------------------------------------------------------ |
| Samuel Eto'o                              | Camerún         | 18    | 29       | 0.62  | 2000 (4), 2002 (1), 2004 (1), 2006 (5), 2008 (5), 2010 (2)                     |
| Laurent Pokou                             | Costa de Marfil | 14    | 12       | 1.17  | 1968 (6), 1970 (8), 1974 (0), 1980 (0)                                         |
| Rashidi Yekini                            | Nigeria         | 13    | 20       | 0.65  | 1988 (1), 1990 (3), 1992 (4), 1994 (5)                                         |
| Hassan El-Shazly                          | Egipto          | 12    | 8        | 1.50  | 1963 (6), 1970 (5), 1974 (1)                                                   |
| Patrick Mboma                             | Camerún         | 11    | 17       | 0.65  | 1998 (0), 2000 (4), 2002 (3), 2004 (4)                                         |
| Didier Drogba                             | Costa de Marfil | 11    | 24       | 0.46  | 2006 (3), 2008 (3), 2010 (1), 2012 (3), 2013 (1)                               |
| Hossam Hassan                             | Egipto          | 11    | 21       | 0.52  | 1986 (0), 1988 (0), 1992 (0), 1998 (7), 2000 (3), 2002 (0), 2006 (1)           |
| Joel Tiéhi                                | Costa de Marfil | 10    | 15       | 0.67  | 1992 (1), 1994 (4), 1996 (1), 1998 (4)                                         |
| Mengistu Worku                            | Etiopía         | 10    | 17       | 0.59  | 1959 (0), 1962 (3), 1963 (2), 1965 (0), 1968 (2), 1970 (3)                     |
| André Ayew                                | Ghana           | 10    | 36       | 0.28  | 2008 (0), 2010 (1), 2012 (2), 2015 (3), 2017 (2), 2019 (1), 2021 (1), 2024 (0) |
| Ndaye Mulamba                             | R. D. Congo     | 10    | 10       | 1.00  | 1974 (9), 1976 (1)                                                             |
| Francileudo Santos                        | Túnez           | 10    | 12       | 0.83  | 2004 (4), 2006 (4), 2008 (2)                                                   |
| Kalusha Bwalya                            | Zambia          | 10    | 23       | 0.43  | 1986 (1), 1992 (1), 1994 (1), 1996 (5), 1998 (1), 2000 (1)                     |
| Manucho                                   | Angola          | 9     | 14       | 0.64  | 2008 (4), 2010 (2), 2012 (3), 2013 (0)                                         |
| Vincent Aboubakar                         | Camerún         | 9     | 16       | 0.56  | 2015 (0), 2017 (1), 2021 (8), 2024 (0)                                         |
| Sadio Mané                                | Senegal         | 9     | 21       | 0.43  | 2015 (0), 2017 (2), 2019 (3), 2021 (3), 2024 (1)                               |
| Abdoulaye Traoré                          | Costa de Marfil | 9     | 22       | 0.41  | 1986 (3), 1988 (2), 1990 (2), 1992 (1), 1994 (1), 1996 (0)                     |
| Ahmed Hassan                              | Egipto          | 8     | 31       | 0.26  | 1996 (0), 1998 (1), 2000 (0), 2002 (0), 2004 (0), 2006 (4), 2008 (0), 2010 (3) |
| Asamoah Gyan                              | Ghana           | 8     | 31       | 0.26  | 2008 (1), 2010 (3), 2012 (1), 2013 (1), 2015 (1), 2017 (1), 2019 (0)           |
| Pascal Feindouno                          | Guinea          | 8     | 13       | 0.62  | 2004 (2), 2006 (4), 2008 (2), 2012 (0)                                         |
| Seydou Keita                              | Malí            | 8     | 31       | 0.26  | 2002 (1), 2004 (0), 2008 (0), 2010 (3), 2012 (1), 2013 (3), 2015 (0)           |
| Mohamed Salah                             | Egipto          | 7     | 19       | 0.37  | 2017 (2), 2019 (2), 2021 (2), 2024 (1)                                         |
| Última actualización: 28 de enero de 2024 |                 |       |          |       |                                                                                |

### Mayores goleadas
| Selección       | Resultado | Selección    | Edición                        |
| --------------- | --------- | ------------ | ------------------------------ |
| Guinea          | 6 - 1     | Botsuana     | Gabón y Guinea Ecuatorial 2012 |
| Costa de Marfil | 6 - 1     | Etiopía      | Sudán 1970                     |
| Costa de Marfil | 5 - 0     | Guinea       | Ghana 2008                     |
| Camerún         | 5 - 1     | Zambia       | Ghana 2008                     |
| Marruecos       | 5 - 1     | Namibia      | Ghana 2008                     |
| Zambia          | 5 - 1     | Burkina Faso | Sudáfrica 1996                 |
| Argelia         | 5 - 1     | Nigeria      | Argelia 1990                   |
| Senegal         | 5 - 1     | Etiopía      | Túnez 1962                     |

## Entrenadores campeones
| Edición | País campeón    | Técnico campeón     |
| ------- | --------------- | ------------------- |
| 1957    | Egipto          | Mourad Fahmy        |
| 1959    | Egipto          | Pál Titkos          |
| 1962    | Etiopía         | Ydnekatchew Tessema |
| 1963    | Ghana           | Charles Gyamfi      |
| 1965    | Ghana           | Charles Gyamfi      |
| 1968    | RD del Congo    | Ferenc Csanádi      |
| 1970    | Sudán           | Jiří Starosta       |
| 1972    | Congo           | Adolphe Bibanzoulou |
| 1974    | Zaire           | Blagoje Vidinić     |
| 1976    | Marruecos       | Virgil Mărdărescu   |
| 1978    | Ghana           | Fred Osam-Duodu     |
| 1980    | Nigeria         | Otto Glória         |
| 1982    | Ghana           | Charles Gyamfi      |
| 1984    | Camerún         | Radivoje Ognjanović |
| 1986    | Egipto          | Mike Smith          |
| 1988    | Camerún         | Claude Le Roy       |
| 1990    | Argelia         | Abdelhamid Kermali  |
| 1992    | Costa de Marfil | Yeo Martial         |
| 1994    | Nigeria         | Clemens Westerhof   |
| 1996    | Sudáfrica       | Clive Barker        |
| 1998    | Egipto          | Mahmoud El-Gohary   |
| 2000    | Camerún         | Pierre Lechantre    |
| 2002    | Camerún         | Winfried Schäfer    |
| 2004    | Túnez           | Roger Lemerre       |
| 2006    | Egipto          | Hassan Shehata      |
| 2008    | Egipto          | Hassan Shehata      |
| 2010    | Egipto          | Hassan Shehata      |
| 2012    | Zambia          | Hervé Renard        |
| 2013    | Nigeria         | Stephen Keshi       |
| 2015    | Costa de Marfil | Hervé Renard        |
| 2017    | Camerún         | Hugo Broos          |
| 2019    | Argelia         | Djamel Belmadi      |
| 2021    | Senegal         | Aliou Cissé         |
| 2023    | Costa de Marfil | Emerse Faé          |

### Máximos ganadores
| Técnico campeón | Títulos | País campeón                      |
| --------------- | ------- | --------------------------------- |
| Charles Gyamfi  | 3       | Ghana 1963, 1965 y 1982           |
| Hassan Shehata  | 3       | Egipto 2006, 2008 y 2010          |
| Hervé Renard    | 2       | Zambia 2012, Costa de Marfil 2015 |